# Bamazomus
Genre
Bamazomus est un genre de schizomides de la famille des Hubbardiidae.

## Distribution
Les espèces de ce genre se rencontrent en Australie, à Madagascar, aux Seychelles, en Asie du Sud-Est et en Asie de l'Est.

## Liste des espèces
Selon Schizomids of the World (version 1.0) (* et décrites depuis):
- Bamazomus aviculus Harvey, 2001
- Bamazomus bamaga Harvey, 1992
- Bamazomus hunti Harvey, 2001
- Bamazomus madagassus (Lawrence, 1969)
- Bamazomus milloti (Lawrence, 1969)
- Bamazomus pileti (Brignoli, 1974)
- Bamazomus serendipitus Craig, 2024 (*)
- Bamazomus shanghang Zheng, Gong & Zhang, 2024 (*)
- Bamazomus siamensis (Hansen, 1905)
- Bamazomus songi Zheng, Gong & Zhang, 2024 (*)
- Bamazomus subsolanus Harvey, 2001
- Bamazomus vadoni (Lawrence, 1969)
- Bamazomus vespertinus Harvey, 2001
- Bamazomus weipa (Harvey, 1992)

## Systématique et taxinomie
Ce genre a été décrit par Harvey en 1992 dans les Hubbardiidae.

## Publication originale
- Harvey, 1992 : « The Schizomida (Chelicerata) of Australia. » Invertebrate Taxonomy, vol. 6, no 1, p. 77-129.